# Dimitri Payet
Florent Dimitri Payet (sinh ngày 29 tháng 3 năm 1987), thường được biết đến với tên gọi Dimitri Payet, là một cầu thủ bóng đá chuyên nghiệp người Pháp hiện đang thi đấu ở vị trí tiền vệ tấn công hoặc tiền vệ cánh cho câu lạc bộ Campeonato Brasileiro Série A Vasco da Gama.

## Sự nghiệp

### Thời kì đầu
Payet sinh ra tại Saint-Pierre nằm trên đảo Réunion ở Ấn Độ Dương. Anh bắt đầu sự nghiệp tại câu lạc bộ bóng đá địa phương AS Saint-Philippe. Thi đấu tại đây 3 năm, anh chuyển tới câu lạc bộ JS Saint-Pierroise. Chỉ một năm sau gia nhập đội bóng mới, anh ký hợp đồng đến chơi tại câu lạc bộ Le Havre cùng với hai cầu thủ Florent Sinama Pongolle và Guillaume Hoarau.
Ở Le Havre,anh đã trải qua 4 năm đầy biến động.Trong thời gian luyện tập tại câu lạc bộ,anh bị ban lãnh đạo đội bóng cáo buộc vì có tính cách khó gần và thiếu động lực.Những lời cáo buộc đó cũng chính là nguyên nhân khiến anh rời khỏi đội bóng vào năm 2003.Sau đó anh trở lại Réunion để ký hợp đồng với  AS Excelsior.Anh cũng chỉ chơi tại đây 2 mùa giải rồi chuyển sang Nantes vào tháng 1 năm 2005 

### Nantes
Khi đến Nantes,anh được đẩy xuống chơi tại đội dự bị của câu lạc.Trong mùa giải 2005–06, Payet nhanh chóng khẳng định mình là một trong những cầu thủ xuất sắc nhất trong đội dự bị với 6 bàn sau 22 trận.Nhờ màn trình diễn xuất sắc của mình anh đã được huấn luyện viên Serge Le Dizet gọi vào đội một. Vào ngày 19 tháng 12 năm 2005,Payet có lần ra mắt chuyên nghiệp đầu tiên trong trận hòa 0-0 trước Bordeaux.Sau kỳ nghỉ đông, Payet ở lại với đội một và ghi bàn thắng chuyên nghiệp đầu tiên trong chiến thắng 4–1 trước Metz.Sau khi xuất hiện trong trận đấu với Toulouse vào ngày 4 tháng 2, Payet lại bị đẩy xuống đội dự bị cho đến cuối mùa giải 
Trước mùa giải 2006–07 , Payet ký hợp đồng chuyên nghiệp có thời hạn ba năm với Nantes. Anh chính thức được đôn lên đội một và được huấn luyện viên Le Dizet giao chiếc áo số 31. Sau khi vào sân thay người trong hai trận đấu đầu tiên của mùa giải, Payet có trận đấu đầu tiên vào ngày 9 tháng 9 năm 2006 trong cuộc đối đầu với Lille.Trong trận đấu này,anh ghi bàn thắng gỡ hòa 1-1.Hai tuần sau, Payet bắt đầu trở lại và ghi bàn mở tỷ số trong chiến thắng 2-1 trước Marseille.Anh nhận thẻ đỏ đầu tiên trong trong trận thua đáng xấu hổ 5–2 trước Valenciennes.Dù đây là một mùa giải tương đối thành công với Payet tuy nhiên Nantes chỉ có thể kết thúc mùa giải với vị trí 19 và phải xuống hạng 

### Saint-Étienne
Sau khi Nantes xuống hạng, mong muốn tiếp tục thi đấu Ligue 1 đã khiến cầu thủ này đưa ra quyết định ra đi. Sau đó, cầu thủ này được liên kết với Sochaux và Saint-Étienne.Cuối cùng anh chọn ký hợp đồng với Saint-Étienne. Trong mùa giải đầu tiên tại Saint-Étienne, Payet đã phải vật lộn để khẳng định mình trong đội bóng. Anh ra mắt câu lạc bộ vào ngày 4 tháng 8 năm 2007 trong trận hòa 1-1 với Monaco.Mặc dù ra sân từ đầu phần lớn mùa giải,nhưng anh lại không thể có bất kỳ một bàn thắng hay đường kiến tạo nào.Trái với phong độ của anh,đội bóng lại cán đích ở vị trí thứ năm qua đó giành quyền vào chơi UEFA Europa League 2008-2009 .Anh có trận đấu đầu tiên tại UEFA Europa League 2008-2009 trong chiến thắng 2–1 trước câu lạc bộ Israel Hapoel Tel Aviv.Trong trận đấu này,anh là người ghi bàn mở tỷ số.Cuối cùng đội bóng của anh vào đến vòng 1/8 rồi bị loại bởi SV Werder Bremen. Vào ngày 18 tháng 5 năm 2010,trong trận đấu với Toulouse,anh bị đồng đội Blaise Matuidi chỉ trích vì lối chơi không hiệu quả,sau đó 2 cầu thủ này lao vào nhau trước khi cả hai được trọng tài và đồng đội ngăn lại,Hậu quả của vụ việc này là Payet bị thay ra sau 31 phút và bị chủ tịch câu lạc bộ Roland Romeyer xử phạt,Payet sau đó đã xin lỗi về vụ việc này.
Mùa giải 2010–11, Payet ghi hat-trick chuyên nghiệp đầu tiên trong chiến thắng 3–1 trước Lens.Vào ngày 25 tháng 9, Payet ghi một bàn thắng từ quả phạt trực tiếp hoàn hảo trong trận Derby du Rhône của đội với Lyon.Bàn thắng được giới truyền thông ca ngợi qua và giúp Saint-Étienne đứng đầu bảng xếp hạng.Với những màn trình diễn của mình, Payet đã được trao giải Cầu thủ xuất sắc nhất tháng của UNFP vào tháng 9. Nhờ những màn trình diễn trong nước và quốc tế, Payet đã thu hút sự quan tâm từ một số câu lạc bộ, đặc biệt là các câu lạc bộ Anh Chelsea và Liverpool.Vào tháng 1 năm 2011,anh nhận được lời đề nghị chuyển đến Paris Saint-Germain F.C.,Payet đã cố gắng chuyển đến Paris Saint-Germain F.C.,nhưng Saint-Étienne từ chối lời đề nghị này,Payet thậm chí còn bỏ tập để cố gắng đến Paris Saint-Germain F.C nhưng những nỗ lực của anh là vô ích.Sau khi quay trở lại đội,ạnh bị đẩy xuống đội dự bị trước trận đấu với Montpellier vào ngày 5 tháng 2 năm 2011
Payet trở lại đội 1 trước trận đấu với Lyon vào ngày 12 tháng 2.Trong 14 trận đấu cuối cùng của anh ấy trong mùa giải 2010–11, Payet đã ghi được năm bàn thắng và còn có thêm ba pha kiến tạo.Anh kết thúc mùa giải với 13 bàn thắng 

### Lille OSC

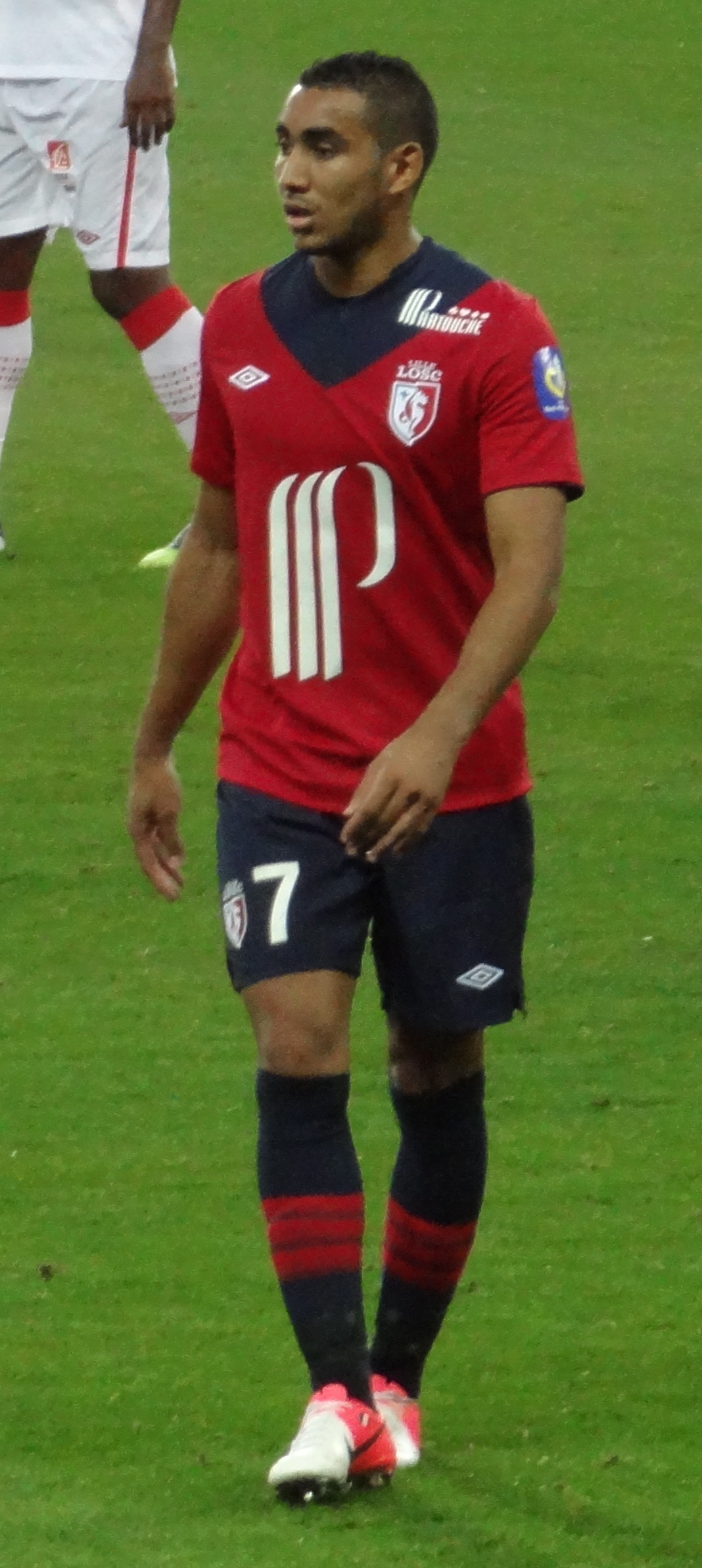
Payet trong màu áo Lille năm 2012

Ngày 28 tháng 6 năm 2011, quản lý đội bóng Saint-Étienne, Christophe Galtier đã xác nhận rằng Payet sẽ ký hợp đồng với câu lạc bộ Lille OSC. Vài giờ sau đó, việc thỏa thuận đã được xác nhận bởi cả hai câu lạc bộ Saint- Étienne và Lille OSC. Payet sẽ chuyển đến thi đấu tại câu lạc bộ Lille, hợp đồng có thời hạn 4 năm với mức phí chuyển nhượng có giá là 9.000.000 € kèm theo một số khoản phụ.
Payet kết thúc mùa giải đầu tiên của mình tại Lille với 6 bàn thắng và 6 đường chuyền kiến tạo sau 33 trận đấu.
Trong mùa giải thứ 2 tại Lille,Payet ra sân thường xuyên hơn.Anh kết thúc mùa giải với 12 bàn sau 38 trận 

### Marseille
Vào ngày 27 tháng 6 năm 2013, Marseille ký hợp đồng với Payet với mức phí 11 triệu euro. Trong trận ra mắt, anh đã lập một cú đúp trong vòng 15 phút đầu tiên của trận đấu, giúp đội bóng của anh giành chiến thắng 3-1 trước En Avant de Guingamp tại Sân vận động Roudourou vào ngày 11 tháng 8.Trong mùa giải thứ hai và cũng là mùa giải cuối cùng của anh ấy với Marseille, Anh ấy thực hiện gần gấp đôi số đường chuyền quan trọng so với bất kỳ cầu thủ nào khác, và thực hiện 17 pha kiến tạo trong 36 lần ra sân ở giải đấu, đứng đầu bảng xếp hạng kiến tạo tại Ligue 1
Vào ngày 17 tháng 5 năm 2015, anh được UNFP điền tên vào Đội hình tiêu biểu của mùa giải Ligue 1 

### West Ham United
Ngày 26 tháng 6 năm 2015, Payet gia nhập West Ham United với hợp đồng có thời hạn 5 năm, mức phí chuyển nhượng không được tiết lộ. Ngày 9 tháng 8, Payet có trận đầu tiên ra mắt câu lạc bộ tại Premier League trong chiến thắng 2-0 trước Arsenal.Sáu ngày sau, anh ghi bàn thắng đầu tiên cho đội trong trận thua 1-2 trên sân nhà trước Leicester City, Payet ghi hai bàn vào lưới Newcastle trong chiến thắng 2–0 vào ngày 14 tháng 9.Vào tháng 2 năm 2016, Payet ký hợp đồng mới có thời hạn 5 năm rưỡi với West Ham anh ấy sẽ nhận được 125.000 bảng một tuần, cam kết anh ấy ở lại câu lạc bộ cho đến mùa hè năm 2021.  Tháng 3 năm đó, Payet được vinh danh là Cầu thủ xuất sắc nhất Premier League tại Giải bóng đá London 2016
Sau mùa giải đầu tiên xuất sắc ở West Ham, Payet được vinh danh là Cầu thủ xuất sắc nhất Premier League tại Giải thưởng bóng đá London vào tháng 3 và được Premier League đưa vào danh sách rút gọn cho Giải thưởng Cầu thủ xuất sắc nhất năm 2016 của PFA.Vào tháng 5 năm 2016, Payet trở thành cầu thủ 38 nhận giải Cầu thủ xuất sắc nhất của West Ham United.

### Trở lại Marseille
Sau khi được tiếp quản bởi doanh nhân người Mỹ Frank McCourt,Marseille đã giới thiệu Dự án "OM Champions" của họ,một dự án sẽ được thúc đẩy bởi một lượng nhân tài mới,Điều này thúc đẩy việc mua Morgan Sanson và Patrice Evra . Tuy nhiên, cả ban huấn luyện và ban lãnh đạo Marseille đều muốn đưa Payet trở lại câu lạc bộ.Vào ngày 12 tháng 1 năm 2017, huấn luyện viên Slaven Bilić của West Ham United thông báo rằng Payet không còn muốn chơi cho câu lạc bộ nữa.Sau đó, anh ấy hoàn toàn không góp mặt trong đội hình ngày 14 tháng 1, mặc dù không có chấn thương. Tại Sân vận động London vào ngày diễn ra trận đấu đó, một bức tranh tường được lắp đặt để vinh danh Cầu thủ xuất sắc nhất năm của Payet đã được bảo vệ bởi an ninh để "ngăn nó bị phá hoại".Marseille sau đó gửi 2 lời đề nghị về trường hợp của Payet nhưng đều bị West Ham từ chối.Họ nói rằng họ không muốn bán cầu thủ này và muốn anh ấy xin lỗi người hâm mộ và tiếp tục chơi cho câu lạc bộ.Vào ngày 29 tháng 1, West Ham đã chấp nhận lời đề nghị trị giá 25 triệu bảng từ Marseille cho thương vụ của Payet, đánh dấu một vụ mua bán kỷ lục của câu lạc bộ West Ham.Một ngày sau khi Payet hoàn tất việc chuyển đến Marseille, bức tranh tường của anh ấy tại Sân vận động London đã được gỡ bỏ.
Payet ra mắt Marseille trong trận thắng 2-1 trước Lyon tại Coupe de France 2016–17 vào ngày 31 tháng 1 năm 2017,Vào ngày 8 tháng 2, Payet ghi bàn thắng đầu tiên kể từ khi trở lại trong chiến thắng 2–0 trên sân nhà trước En Avant de Guingamp.Vào ngày 3 tháng 5 năm 2018, Payet đã chơi ở trận bán kết lượt về Europa League trên sân khách trước Red Bull Salzburg khi Marseille thua 1-2  nhưng giành chiến thắng chung cuộc 3–2 và có một suất vào Chung kết UEFA Europa League 2018.Trong trận Chung kết Europa League với Atlético Madrid , Payet dính chấn thương gân khoeo và được thay ra ở phút 32 của hiệp một, anh rời sân trong nước mắt. Sau đó Marseille để thua với tỷ số 3–0.
Vào ngày 22 tháng 8 năm 2021,Trong trận đấu với Nice,ở phút 74, khi chuẩn bị đá phạt góc Payet bị một cổ động viên của Nice ném chai nước vào người. Payet sau đó ngã xuống, tỏ ra đau đớn, rồi đứng dậy và ném trả chai nước về phía khán đài. Payet sau đó tiếp tục nhặt thêm một chai nước nữa và ném về phía các cổ đọng viên chủ nhà. Hành động này khiến người hâm mộ tại góc khán đài của Nice tức giận, tràn xuống sân đòi đánh các cầu thủ Marseille.

## Sự nghiệp quốc tế
Payet được gọi vào đội tuyển quốc gia lần đầu tiên tại vòng loại Euro 2012 năm 2010 trong trận đấu với România và Luxembourg.
Tháng 5 năm 2016, Payet có tên trong đội hình tuyển Pháp tham dự Euro 2016. Trong trận đấu mở màn gặp România, Payet đã ghi bàn thắng quyết định giúp đội chủ nhà Pháp đánh bại với tỉ số 2-1. Ở lượt đấu thứ hai bảng A, anh tiếp tục tỏa sáng với bàn thắng quyết định ở phút bù giờ thứ sáu của hiệp 2 giúp những chú gà trống Gaulois vượt qua Albania với tỉ số 2-0. Kết thúc vòng bảng, chủ nhà Pháp dẫn đầu bảng A với 7 điểm. Ở vòng đấu tứ kết, Payet chỉ có một bàn thắng trong chiến thắng 5-2 trước đối thủ yếu Iceland. Đội tuyển Pháp sau đó đã lọt vào trận chung kết Euro 2016 và thua chung cuộc 0-1 trước Bồ Đào Nha.
Sau khi đội tuyển giành chức vô địch World Cup 2018, Dimitri Payet chính thức chia tay đội tuyển Pháp sau 8 năm gắn bó, tổng cộng anh đã thi đấu 38 trận và ghi được 8 bàn thắng.

## Lối chơi
Payet thường chơi ở vị trí tiền vệ tấn công, tiền vệ cánh nhưng đôi khi là tiền đạo cánh. Anh là một cầu thủ nhanh nhẹn, có tố chất kĩ thuật tuyệt vời và khả năng đi bóng điêu luyện.

## Thống kê

### Câu lạc bộ
Tính đến 4 tháng 10 năm 2018
| Câu lạc bộ          | Mùa giải            | Giải đấu | Giải đấu | Cup    | Cup     | Europe | Europe  | Tổng cộng | Tổng cộng |
| Câu lạc bộ          | Mùa giải            | Ra sân   | Ghi bàn  | Ra sân | Ghi bàn | Ra sân | Ghi bàn | Ra sân    | Ghi bàn   |
| ------------------- | ------------------- | -------- | -------- | ------ | ------- | ------ | ------- | --------- | --------- |
| Nantes              | 2005–06             | 3        | 1        | 0      | 0       | 0      | 0       | 3         | 1         |
| Nantes              | 2006–07             | 30       | 4        | 1      | 0       | 0      | 0       | 31        | 4         |
| Tổng cộng           | Tổng cộng           | 33       | 5        | 1      | 0       | 0      | 0       | 34        | 5         |
| Saint-Étienne       | 2007–08             | 31       | 0        | 0      | 0       | 0      | 0       | 31        | 0         |
| Saint-Étienne       | 2008–09             | 30       | 4        | 2      | 0       | 10     | 3       | 42        | 7         |
| Saint-Étienne       | 2009–10             | 35       | 2        | 6      | 3       | 0      | 0       | 41        | 5         |
| Saint-Étienne       | 2010–11             | 33       | 13       | 1      | 0       | 0      | 0       | 34        | 13        |
| Tổng cộng           | Tổng cộng           | 129      | 19       | 9      | 3       | 10     | 3       | 148       | 25        |
| Lille               | 2011–12             | 33       | 6        | 5      | 0       | 4      | 0       | 42        | 6         |
| Lille               | 2012–13             | 38       | 12       | 6      | 1       | 8      | 0       | 52        | 13        |
| Tổng cộng           | Tổng cộng           | 71       | 18       | 11     | 1       | 12     | 0       | 94        | 19        |
| Marseille           | 2013–14             | 36       | 8        | 4      | 0       | 5      | 0       | 45        | 8         |
| Marseille           | 2014–15             | 36       | 7        | 2      | 0       | -      | -       | 38        | 7         |
| Tổng cộng           | Tổng cộng           | 72       | 15       | 6      | 0       | 5      | 0       | 83        | 15        |
| West Ham United     | 2015–16             | 30       | 9        | 7      | 3       | 1      | 0       | 38        | 12        |
| West Ham United     | 2016–17             | 18       | 2        | 4      | 1       | 0      | 0       | 22        | 3         |
| Sự nghiệp           | Sự nghiệp           | 48       | 11       | 11     | 4       | 1      | 0       | 60        | 15        |
| Marseille           | 2016–17             | 15       | 4        | 2      | 1       | 0      | 0       | 17        | 5         |
| Marseille           | 2017–18             | 31       | 6        | 2      | 1       | 14     | 3       | 47        | 10        |
| Marseille           | 2018–19             | 8        | 4        | 0      | 0       | 2      | 1       | 9         | 5         |
| Marseille           | Tổng cộng           | 54       | 14       | 4      | 2       | 16     | 4       | 73        | 20        |
| Tổng cộng sự nghiệp | Tổng cộng sự nghiệp | 443      | 94       | 42     | 10      | 44     | 7       | 528       | 111       |

### Đội tuyển quốc gia
Tính đến 11 tháng 10 năm 2018
| Đội tuyển | Năm       | Ra sân | Bàn thắng |
| --------- | --------- | ------ | --------- |
| Pháp      | 2010      | 1      | 0         |
| Pháp      | 2011      | 0      | 0         |
| Pháp      | 2012      | 2      | 0         |
| Pháp      | 2013      | 3      | 0         |
| Pháp      | 2014      | 5      | 0         |
| Pháp      | 2015      | 4      | 1         |
| Pháp      | 2016      | 17     | 7         |
| Pháp      | 2017      | 5      | 0         |
| Pháp      | 2018      | 1      | 0         |
| Tổng cộng | Tổng cộng | 38     | 8         |

#### Bàn thắng quốc tế
Tính đến 11 tháng 11 năm 2016.
| # | Ngày                 | Địa điểm                                | Đối thủ   | Bàn thắng | Kết quả | Giải đấu                 |
| - | -------------------- | --------------------------------------- | --------- | --------- | ------- | ------------------------ |
| 1 | 7 tháng 6 năm 2015   | Stade de France, Saint-Denis, Pháp      | Bỉ        | 3–4       | 3–4     | Giao hữu                 |
| 2 | 29 tháng 3 năm 2016  | Stade de France, Saint-Denis, Pháp      | Nga       | 3–1       | 4–2     | Giao hữu                 |
| 3 | 30 tháng 5 năm 2016  | Sân vận động Beaujoire, Nantes, Pháp    | Cameroon  | 3–2       | 3–2     | Giao hữu                 |
| 4 | 10 tháng 6 năm 2016  | Stade de France, Saint-Denis, Pháp      | România   | 2–1       | 2–1     | Euro 2016                |
| 5 | 15 tháng 6 năm 2016  | Sân vận động Vélodrome, Marseille, Pháp | Albania   | 2–0       | 2–0     | Euro 2016                |
| 6 | 3 tháng 7 năm 2016   | Stade de France, Saint-Denis, Pháp      | Iceland   | 3–0       | 5–2     | Euro 2016                |
| 7 | 7 tháng 10 năm 2016  | Stade de France, Saint-Denis, Pháp      | Bulgaria  | 2–1       | 4–1     | Vòng loại World Cup 2018 |
| 8 | 11 tháng 11 năm 2016 | Stade de France, Saint-Denis, Pháp      | Thụy Điển | 2–1       | 2–1     | Vòng loại World Cup 2018 |

## Danh hiệu

### Cá nhân
- Ligue 1 Team of the Year (2): 2012–13, 2014–15[16]
- Premier League PFA Team of the Year: 2015–16[17]

### Đội tuyển quốc gia
- Giải vô địch bóng đá châu Âu: Á quân (Euro 2016)

## Liên kết
- Dimitri Payet tại Soccerbase
- Dimitri Payet – Thông số tại LFP.fr (tiếng Pháp)
- Dimitri Payet tại L'Équipe Football (tiếng Pháp)